# Ель-Баадж
Ель-Баадж або Ель-Біадж  (араб. البعاج) - місто на північному заході Іраку, розташований на території мухафази Найнава. Адміністративний центр однойменного округу.

## Географія
Місто знаходиться в західній частині мухафази, у північній частині Месопотамської низовини, на висоті 313 метрів над рівнем моря . 

Ель-Баадж розташований на відстані приблизно 125 кілометрів на схід-південний схід (ESE) від Мосула, адміністративного центру провінції та на відстані 380 кілометрів на північний захід від Багдаду, столиці країни.

## Населення
На 2012 рік населення міста становить 13 746 осіб .

## Економіка
Основу економіки міста складає сільськогосподарське виробництво. Ель-Баадж - великий регіональний виробник пшениці та ячменю.